# アラリック2世
アラリック2世（Alaric II, 458/66年 - 507年）は、西ゴート王国の国王（在位：484年 - 507年）。在位期間は23年で歴代の西ゴート王の中では、祖父テオドリック1世の33年に次ぐ期間である（但し、アラリック2世の時代から約170年後に即位したレケスウィントは単独統治では在位19年間だが、父キンダスウィントとの共同統治期間を含めれば、在位期間が23年となり、アラリック2世と並ぶ）。

## 生涯と治世
父で前国王のエウリックが死去したことで、485年に西ゴート王となった。彼の治世下でローマ法に基づく法典が編纂され、ローマ系の住民に適用された。当時の西ゴート王国は都を南フランスのトゥールーズにおいており、ガリア南部を支配していた。しかし、ガリア北部で5世紀末にフランク王国が成立すると対立を深めていき、507年に両国はヴイエの戦いで衝突した。この戦いでアラリック2世は戦死し、西ゴート王国はほぼガリア南部の支配を断念することになった。